# Colombier (Nuova Aquitania)
Colombier è un comune francese di 251 abitanti situato nel dipartimento della Dordogna nella regione della Nuova Aquitania.

## Società

### Evoluzione demografica
Abitanti censiti